# اسکای (بازی ویدئویی)
اسکای: فرزندان روشنایی (به انگلیسی: Sky: Children of the Light) یک بازی ماجراجویی، اجتماعی، مستقل، و جهان باز است که توسط شرکت دت‌گیم‌کامپانی ساخته و منتشر شده‌است. این بازی اولین بار در ۱۸ ژوئیه ۲۰۱۹ برای سیستم‌عامل آی‌اواس منتشر شد. در ۷ آوریل ۲۰۲۰ نسخه اندروید آن، و در ۲۹ ژوئن ۲۰۲۱ نسخه کنسول نینتندو سوئیچ را منتشر کرد. نسخه بتا قبل از  انتشار در دسترس بوده و در حال حاضر توسط بازیکنان برای ارائه بازخورد قبل از اجرای یک فصل یا تغییر در بازی اصلی استفاده می‌شود.

## گیم پلی
در اسکای، بازیکنان با استفاده از یک شنل که به آن‌ها توانایی پرواز را می‌دهد، در سرزمینی سرسبز و رؤیایی به ماجراجویی می‌پردازند. دنیای درون بازی از هفت قلمرو منحصربه‌فرد تشکیل شده‌است، که هر قلمرو به عنوان مرحله‌ای از زندگی، با فضای موضوعی متفاوت و مناطق مختلف برای کشف، نمایش داده‌شده‌اند. همچنین جزیره کوچکی به نام خانه وجود دارد که به عنوان مرکز جهان و مکان شروع بازی عمل می‌کند. در سرتاسر بازی، بازیکنان با «ارواح» و «فرزندان نور» مواجه می‌شوند؛ ارواح به بازیکنان اجازه می‌دهند در ازای پول درون بازی، قفل آیتم‌های مربوط به آن ارواح را باز کنند، و فرزندان نور به بازیکنان «نور بالدار» می‌دهند. هنگامی که یک بازیکن نور بالدار کافی را جمع‌آوری کرد، تعداد ستاره‌های پشت شنل او (قدرت پروازش) بالا می‌رود و به بازیکن اجازه می‌دهد تا بتواند دورتر پرواز کند.
این بازی تمرکز زیادی روی مکانیک‌های اجتماعی دارد. بازیکنان قادر به ملاقات و دوستی با یکدیگر هستند و می‌توانند با ارتقاء دوستی بینشان، توانایی‌های جدیدی مانند چت و ارسال هدایا را باز کنند. همچنین اقلام متنوعی برای تزئین و شخصی‌سازی کاراکتر در بازی وجود دارند، از جمله شنل، ماسک، مدل مو، کلاه، شلوار، آلات موسیقی قابل پخش، ایموت و غیره. این موارد را می‌توان با استفاده از ارز درون بازی به‌دست‌آورد یا در برخی موارد با پول واقعی خریداری کرد. برخی از کاستوم‌ها، مانند شنل بتای اصلی با آستر سفید، فقط برای بازیکنان منتخبی در دسترس هستند که قبل از انتشار رسمی جهانی نسخه بتا را بازی کرده‌اند (شنل بتای با آستر مشکی قابل خریداری در منطقهٔ Office می‌باشد).
بازی اسکای دارای چندین نوع ارز درون بازی است. «شمع» ارز اصلی اسکای است که در ازای آیتم‌ها و توانایی‌ها با ارواح و دوستان مبادله می‌شود. شمع‌ها با جمع‌آوری تکه‌های نور که به موم شمع اضافه می‌شود، ساخته می‌شوند و همچنین می‌توان شمع‌ها را با پول واقعی از فروشگاه خریداری کرد. «قلب» پول اجتماعی اسکای است و زمانی به دست می‌آید که بازیکنان از بازیکنان دیگر یا از ارواح هدایایی را در قبال پرداخت ۳ شمع دریافت می‌کنند. قلب‌ها عمدتاً برای خرید کاستوم‌ها از ارواح استفاده می‌شوند. «شمع‌های صعودی» کمیاب‌ترین ارز در اسکای است که به بازیکنان برای اهدای نور بالدار خود به فرزندان سنگ شده در پایان بازی به عنوان پاداش داده می‌شود. شمع‌های صعودی با بال‌هایی به نام «Wing Buffs» با ارواح مبادله می‌شوند، که به بازیکنان بال اضافی می‌دهد، دوستی را ارتقا می‌دهد، و همچنین بازیکنان می‌توانند از فروشگاه قایق طلسم‌های مختلف را خریداری کنند.

### رویدادهای فصلی
بازی اسکای دارای رویدادهای فصلی جاری است همراه با داستان‌های جدید، ارواح و آیتم‌های خاص. رویدادهای فصلی کاملاً رایگان هستند، اما برخی از آیتم‌های ارواح برای بازکردن قفل به «گذرنامه ماجراجویی» پولی نیاز دارند. فصول همچنین دارای یک ارز منحصر به فرد به نام «شمع‌های فصلی» طلایی‌رنگ هستند که می‌توان از آن برای خرید اقلام فصلی استفاده کرد که با پایان فصل به شمع‌های معمولی تبدیل می‌شود. ارواح فصلی ممکن است بعدها به عنوان «ارواح مسافر» بازگردند و بازیکنان می‌توانند شمع‌های خود را برای دریافت اقلام فصلی برای مدت محدودی، البته با قیمت بالاتر، مصرف کنند.
بسیاری از فصل‌ها، مناطق و گیم‌پلی جدیدی را به بازی اضافه می‌کنند؛ به عنوان مثال، با فصل «Enchantment» یک فروشگاه طلسم اضافه شد؛ با فصل «Prophecy» چالش‌های جدیدی به نام «Trials» اضافه شد؛ با فصل «Dreams» یک دهکده با مسابقاتی جدید اضافه شد؛ و بعضی ایرادات مناطق را نسبت به نسخه‌های پیشین رفع کردند. با فصل «Assembly» در نهایت قابلیتی را اضافه کردند که در آن بازیکنان می‌توانند اتاق‌های خود را تزئین کنند. فصل شازده کوچولو در واقع بازگویی کتاب کلاسیک کودکان شازده کوچولو بود در جشن ۷۵ سالگی آن، که به بازیکنان این اجازه را می‌داد تا با شخصیت‌های کتاب تعامل داشته باشند. این در اولین فصل مشترک اسکای قابل توجه است. جدیدترین فصل که در ۴ اکتبر ۲۰۲۱ پخش شد، فصل پرواز است و یک منطقه فصلی جدید به نام «The Windpaths» در بالای جنگل پنهان اضافه شد. این فصل چهار روح جدید و لوازم آرایشی با تم زمستانی اضافه کرد.

## موسیقی
بازی اسکای دارای موسیقی ارکست مانندی‌ست که توسط وینسنت دیامانت ساخته شده و برخی از قطعات آن توسط FAME'S که ارکستر سمفونیک مقدونیه هستند، اجرا شده‌است. همچنین آورورا به آوازهای مقدمه‌ای و پایانی آهنگ‌ها پرداخته‌است.
سه جلد از آلبوم‌های موسیقی متن تا به امروز منتشر شده‌اند. اولین جلد از این آلبوم شامل موسیقی متن‌هایی از بازی می‌شود که در چرخه بازی بیشتر قابل تشخیص هستند. دومین جلد عمدتاً شامل موسیقی‌های پس‌زمینه‌ای در محیط بازی‌ست و سومین جلد نیز شامل موسیقی متن‌هایی است که برای رویدادهای فصلی بازی اسکای ساخته شده‌اند.

## خیریه
در سال ۲۰۲۰، دت‌گیم‌کامپانی رویدادهایی درون بازی برای حمایت از خیریه برگزار کرد. رویداد اول «روزهای طبیعت»، به مناسبت روز زمین بود. درآمد حاصل از هر خرید درون برنامه، برای کاشت یک درخت، با مشارکت خیریه «OneTreePlanted» استفاده شد. این رویداد منجر به کاشته شدن ۴۰/۵۷۶ درخت در سراسر جنگل‌های آمازون و استرالیا شد که در اثر آتش‌سوزی‌های جنگلی آسیب دیدند. در آوریل ۲۰۲۱، اسکای دومین رویداد «روزهای طبیعت» خود را میزبانی کرد و از این بازی برای افزایش آگاهی نسبت به آلودگی پلاستیکی اقیانوس استفاده کرد.
در ماه مه سال ۲۰۲۰، شرکت دت‌گیم‌کامپانی میزبان رویداد «روزهای شفا» بود تا به جمع‌آوری پول برای سازمان پزشکان بدون مرز کمک کند، شرکت دت‌گیم‌کامپانی را به کمک ۷۱۹/۱۳۸ دلار به صندوق بحران کووید-۱۹ MSF فرستاد. برای این رویداد، دت‌گیم‌کامپانی همچنین به کمپین #PlayApartTogether سازمان جهانی بهداشت پیوست.
اسکای در ژوئن ۲۰۲۰، اولین رویداد «روزهای رنگین‌کمان» خود را برگزار کرد که شامل آیتم‌ها و طلسم‌های رنگارنگ رنگین‌کمانی به عنوان روشی برای جشن گرفتن ماه غرور بود. دومین رویداد «روزهای رنگین‌کمان» در سال بعد بودجه‌ای را برای پروژه ترور و صندوق جهانی زنان جمع‌آوری کرد و بازیکنان در مجموع ۷۹۴/۴۲۰ دلار جمع‌آوری کردند.

## بازتاب‌ها
| گردآورنده | امتیاز                         |
| --------- | ------------------------------ |
| متاکریتیک | ۸۲/۱۰۰ (آی‌اواس) ۸۲/۱۰۰ (سوئیچ) |

| ناشر          | امتیاز  |
| ------------- | ------- |
| اج            | ۸/۱۰    |
| گیم اینفورمر  | ۸٫۲۵/۱۰ |
| گیم‌اسپات      | ۸/۱۰    |
| آی‌جی‌ان        | ۸٫۵/۱۰  |
| Jeuxvideo.com | ۸٫۵/۱۰  |
| نینتندو لایف  | ۸/۱۰    |
| پاکت گیمر     | [ ۲۴ ]  |

این بازی برنده بازی سال ۲۰۱۹ آیفون اپل شد. در ۵ اکتبر ۲۰۲۰، گاماسوترا گزارش داد که تعداد دانلود بازی در سراسر جهان به ۵۰ میلیون بار رسیده‌است.
| سال  | جایزه                               | دسته‌بندی                                                | نتیجه    | مرجع          |
| ---- | ----------------------------------- | ------------------------------------------------------- | -------- | ------------- |
| ۲۰۱۹ | جوایز جوی استیک طلایی ۲۰۱۹          | بازی موبایل سال                                         | نامزدشده | [ ۲۷ ]        |
| ۲۰۱۹ | جوایز بازی ۲۰۱۹                     | بهترین بازی موبایل                                      | نامزدشده | [ ۲۸ ]        |
| ۲۰۲۰ | جوایز بازی نیویورک                  | جایزه A-Train برای بهترین بازی موبایل                   | نامزدشده | [ ۲۹ ]        |
| ۲۰۲۰ | جوایز بازی‌های موبایل جیبی           | بازی سال                                                | نامزدشده | [ ۳۰ ]        |
| ۲۰۲۰ | جوایز بازی‌های موبایل جیبی           | بهترین دستاورد صوتی/بصری                                | نامزدشده | [ ۳۰ ]        |
| ۲۰۲۰ | جوایز بازی‌های موبایل جیبی           | انتخاب مردم گیمر جیبی                                   | برنده    | [ ۳۰ ]        |
| ۲۰۲۰ | بیست و سومین دوره جوایز سالانه DICE | بازی قابل حمل سال                                       | نامزدشده | [ ۳۱ ]        |
| ۲۰۲۰ | جوایز NAVGTR                        | بازی، خانواده اصلی                                      | نامزدشده | [ ۳۲ ]        |
| ۲۰۲۰ | جوایز NAVGTR                        | امتیاز میکس نور اصلی، آی پی جدید                        | نامزدشده | [ ۳۲ ]        |
| ۲۰۲۰ | جوایز انتخاب توسعه دهندگان بازی     | بهترین بازی موبایل                                      | نامزدشده | [ ۳۳ ] [ ۳۴ ] |
| ۲۰۲۰ | جوایز انتخاب توسعه دهندگان بازی     | جایزه مخاطب                                             | برنده    | [ ۳۳ ] [ ۳۴ ] |
| ۲۰۲۰ | جوایز بازی SXSW                     | بازی موبایل سال                                         | برنده    | [ ۳۵ ]        |
| ۲۰۲۰ | هجدهمین جوایز سالانه GANG           | بهترین موسیقی برای یک بازی مستقل                        | نامزدشده | [ ۳۶ ]        |
| ۲۰۲۰ | هجدهمین جوایز سالانه GANG           | بهترین طراحی صدا در یک بازی معمولی/اجتماعی              | نامزدشده | [ ۳۶ ]        |
| ۲۰۲۰ | هجدهمین جوایز سالانه GANG           | بهترین موسیقی در یک بازی معمولی                         | نامزدشده | [ ۳۶ ]        |
| ۲۰۲۰ | هجدهمین جوایز سالانه GANG           | بهترین آهنگ اصلی ("صورت فلکی")                          | نامزدشده | [ ۳۶ ]        |
| ۲۰۲۰ | جایزه وببی                          | برنامه‌ها، موبایل و صدا: بهترین طراحی بصری - زیبایی‌شناسی | برنده    | [ ۳۷ ]        |
| ۲۰۲۰ | جوایز طراحی اپل                     | طراحی و نوآوری برجسته                                   | برنده    | [ ۳۸ ]        |
| ۲۰۲۰ | جوایز بین‌المللی بازی موبایل         | جایزه بزرگ                                              | برنده    | [ ۳۹ ]        |
| ۲۰۲۰ | جوایز بازی برای تغییر               | بهترین گیم پلی                                          | برنده    | [ ۴۰ ]        |
| ۲۰۲۰ | جوایز بازی برای تغییر               | جایزه انتخاب مردم G4C                                   | برنده    | [ ۴۰ ]        |